# José Naranjo
José Naranjo Rivera (19 de marzo de 1926 - 13 de diciembre de 2012) fue un futbolista mexicano. Durante la Copa Mundial de Fútbol de 1950 jugó contra Brasil, Yugoslavia y Suiza. Naranjo jugó también durante las Eliminatorias para la Copa Mundial de la FIFA en los partidos contra Estados Unidos (1–3) y (0–4), contra Haití (0–4) y contra Cuba (0–3), marcando tres goles.

## Clubes
| Club | País   | Año         |
| ---- | ------ | ----------- |
| Oro  | México | 1944 - 1960 |

### Participaciones en Copas del Mundo
| Mundial                        | Sede   | Resultado         |
| ------------------------------ | ------ | ----------------- |
| Copa Mundial de Fútbol de 1950 | Brasil | Segunda Fase (2°) |
| Copa Mundial de Fútbol de 1954 | Suiza  | Segunda Fase      |